# A Lupita piaceva stirare
A Lupita piaceva stirare (2014) è un romanzo di Laura Esquivel. La narrazione è in terza persona ed ogni capitolo inizia con la frase "A Lupita piaceva"

## Trama
Lupita è una donna poliziotto tarchiata che sta faticosamente dimenticando gli anni giovanili. Abusata dal patrigno aveva ceduto all'alcol fino al drammatico incidente da lei provocato in cui era morto il figlioletto.
Durante il suo servizio d'ordine ad un politico nulla può fare per sventare un misterioso attentato, il senso di colpa la fa nuovamente sprofondare nel tunnel dell'alcol e della droga. Per sua fortuna nel Messico corrotto dei nostri giorni resta ancora qualche sciamano disposto a tutto pur di mantenere l'ordine cosmico.

## Edizioni
- Laura Esquivel, A Lupita piaceva stirare, Garzanti, 2014,  p. 191, ISBN 978-88-11-68881-5.